# Карлос Гон
Карлос Гон (на френски: Carlos Ghosn, на арабски: كارلوس غصن) е френско-ливанско-бразилски предприемач, роден на 9 март 1954 г. в Порто Вельо, Бразилия.
Kapлoc Гoн започва кариерата си през 1978 г. в Мишлен. За 18 години преминава през различни ръководни постове в компанията, като през 1985 г. е главен оперативен директор на Мишлен за Южна Америка, а през 1989 г. президент и главен оперативен директор на Мишлен за Северна Америка. Πpeз 1996 г. Карлос Гoн постъпва на работа в Рено ĸaтo изпълнителен вицепрезидент. Той е президент и изпълнителен директор на Рено от 2005 до 2019 г., председател на Съвета на директорите на Нисан от 2017 г. до 2018 г., както и председател на съвета на директорите на групата Мицубиши Моторс от 2016 г. до 2018 г. и председател на съвета на директорите на руския автомобилен производител АвтоВАЗ. Той е и изпълнителен директор на алианса Рено-Нисан-Мицубиши, който през 2017 г. достига първото място в света сред автомобилните производители, изпреварвайки Фолксваген Груп, Тойота и Дженеръл Мотърс .
В края на 90-те години на 20 век, под председателството на Луи Швайцер, той прилага радикална политика за намаляване на разходите и преструктуриране на Рено, която дава възможност на групата да запази своята рентабилност и постави началото на репутацията си на „убиец на разходи“. След 2000 г. той провежда драстична политика на намаляване на разходите и преструктуриране в японската автомобилна група Нисан, което позволява пълното възстановяване на групата, по това време на ръба на фалита..
През ноември 2018 г., Карлос Гон е арестуван от японската правосъдна система, заподозрян е в укриване на доходи във финансовите отчети на Нисан. На следващия месец той е обвинен в използването на корпоративни средства за лична изгода. Поставен под домашен арест в Токио, след като е затворен близо шест месеца, той успява да напусне Япония тайно в края на декември 2019 г. и се установява в Ливан с ливанския си паспорт, използвайки факта, че няма споразумение за екстрадиция между двете страни.